# Marcel Lambrichs
Pour les articles homonymes, voir Lambrichs.
 (février 2017).
Si vous disposez d'ouvrages ou d'articles de référence ou si vous connaissez des sites web de qualité traitant du thème abordé ici, merci de compléter l'article en donnant les références utiles à sa vérifiabilité et en les liant à la section « Notes et références ».
Marcel Lambrichs, né le 5 juillet 1917 à Saint-Josse-ten-Noode et mort le 17 mars 1986 à Bruxelles, est un architecte fonctionnaliste belge des années 1950, 1960 et 1970.

## Biographie
Marcel Lambrichs est né à Saint-Josse-ten-Noode, le 5 juillet 1917, fils de l’architecte Charles Lambrichs. Il entame lui aussi des études d’architecture à l’Académie royale des Beaux-Arts de Bruxelles en 1936. Ses études sont interrompues par la Seconde Guerre mondiale durant laquelle il fut prisonnier de guerre. Il réussit à s’évader d’un camp de prisonniers en Silésie où il a été déporté par les Allemands. Après sa captivité, il termine ses études d’architecture à l’Académie de Bruxelles. Il obtient son diplôme le 1er juillet 1944 et fera son stage dans l’atelier d’Henry Lacoste.
Marcel, inséparable de son jumeau Georges Lambrichs, écrivain et directeur de la nouvelle Revue Française, baigne dans un milieu artistique et culturel. Ce qui inclut également sa femme Gabrielle Haardt, infirmière de formation puis artiste sculptrice et créatrice de bijoux, avec laquelle il aura deux filles, Colette et Anne qui suivront l’influence familiale. L’une deviendra écrivaine et directrice littéraire des Éditions de la Différence et l’autre architecte de formation est maintenant chanteuse lyrique.
Il commence l’architecture à la fin de la guerre en pleine période de reconstruction, sera employé au service architectural de la ville de Bruxelles de 1946 à 1948, puis travaillera en association avec son père de 1948 à 1949. Il décide de devenir indépendant à partir de 1949 et fonde sa propre agence d’architecture en association avec Casimir Grochowski et Daniel de Laveleye. Vers 1968 les rejoindra Georges Czyz. On compte parmi leurs collaborateurs : B. Bielyszew, R. Delfosse, B. Samulski, P. Tapprogne. Par après ses trois associés formeront le bureau d’architecture CDG.
Il remporte, deux ans plus tard, le concours du Palais du Gouverneur général à Léopoldville (Kinshasa), qui lance sa carrière au Congo, une carrière qu’il poursuivra jusqu’à l’indépendance, et lui donne accès à la commande publique en Belgique. Il travaille notamment, pour le Crédit Communal Belge pour lequel il réalise plusieurs commandes, il est également connu pour sa collaboration aux projets de la Cité Administrative de l’État, de la Tour du Midi, et pour le siège social de la Caisse Générale d’Épargne et de Retraite (CGER).  Il est membre de la S.C.A.B (Société Centrale d’Architecture de Belgique) de 1958 à 1973 et pour finir fut nommé chevalier de l’ordre de Léopold II en 1961. Il meurt le 17 mars 1986 à l’âge de 69 ans à Bruxelles.

## Le personnage de Lambrichs et son travail
Personnalité discrète et peu loquace sur son travail, Marcel ne semblait pas courir après la renommée. C’est quelqu’un de cultivé qui a fait l’Académie, où il apprend à maitriser la composition. Ses dessins retrouvés aux Archives d’Architecture Moderne attestent de cette capacité à construire de manière classique comme ce qu’on lui a enseigné. Néanmoins, il décide de se détourner de cette culture classique, de renoncer à ce mouvement pour faire de l’architecture qui l’anime vraiment. D’après les propos d’Anne Lambrichs, Marcel était un moderniste convaincu. C’est donc un choix de carrière et non d’incompétence qui caractérise son travail. La plupart de ses projets démontrent une grande maitrise du dessin, du tracé et de la mise en œuvre. D’après une note rédigée  par la société centrale d’architecture de Belgique pour le décès de Marcel Lambrichs il est décrit comme un « homme d’action, qui aimait pratiquer l’architecture par-dessus tout plutôt que de la rêver seulement. Il aimait partager cette passion avec toute son équipe. Tous ceux qui l’ont approché se souviennent aussi de l’importance qu’il attachait à la qualité des projets qui sortaient de son bureau ».
Pour cerner son travail, il faut comprendre l’ampleur gigantesque de ses projets à l’étranger, notamment au Congo, car il ne se limite pas aux constructions en Belgique. Pour un petit bureau, il fait peu de petits projets résidentiels, mais à l’inverse s’attaque à des projets de très grande envergure par lesquels il a acquis de l’expertise. Souvent réalisé en collaboration, il est difficile de cerner la patte Lambrichs.
La plupart de ses clients sont de grandes banques ou des États, ce qui laisse supposer que son univers devait être politique, et de la haute finance en plus d’être culturel. En effet, la famille Lambrichs évolue dans un milieu littéraire et artistique en lien avec son frère jumeau Georges, écrivain et directeur littéraire. Il était courant que des dimanches soir artistiques entre amis soient organisés chez les Lambrichs.
Après l’analyse de ces projets bruxellois, il est possible de mieux comprendre et cerner son travail. Ses bâtiments rompent le plus souvent avec l’échelle du tissu existant, des projets démesurés qui prennent la place d’îlots voire de quartiers entiers. Néanmoins si ceux-ci sont observés de manière isolée, alors on se rend compte de leur qualité de mise en œuvre. Ce sont des bâtiments qui résistent bien dans le temps du moment qu’ils sont entretenus. Malgré tout, nombreux sont sur le point d’être détruits ou déjà démolis, de par la difficulté de conserver ou transformer ce genre d’architecture. Rénover coûte parfois plus cher que de reconstruire, surtout des projets de cette ampleur. De plus ils restent dans l’esprit du grand public et de certains historiens comme des bâtiments qu’il n’aurait pas fallu faire.
Ces bâtiments montrent un intérêt pour les démarches technologiques, comme entre autres, la façade démonstrative en béton de la CGER formant une série de « Y » renversés. Véritables machines fonctionnelles ses projets revêtent tout de même une véritable volonté créative, parfois insoupçonnée. Un souci du détail tournant presque à l’obsession, c’est le cas de l’immeuble de bureau de Ligne du Crédit Communal. Il aurait réfléchi à la manière dont l’environnement se reflète, une réflexion d’ordre purement créative et non fonctionnelle. De la cage d’escalier de secours, au design intérieur, Marcel Lambrichs ne laisse rien au hasard et dessine tout dans le détail, c’était un fignoleur de génie. Ses bâtiments expriment un plaisir de recherche formel en plan et en façade, comme on peut le voir avec le projet non réalisé de la Tour Louise. Des constructions sévères, mais maitrisées qui nous laissent entrevoir qu’il n’était pas qu’un architecte au service de promoteurs immobiliers, son travail subtil pousse à la curiosité de ce personnage énigmatique.

## Le bâtimentde Ligne
Conçu entre 1963 et 1971, le bâtiment se situe rue de la banque à Bruxelles.
L’immeuble Pachéco pour le siège social du Crédit Communal de Belgique s’avère très rapidement trop petit. Les effectifs de travailleurs ont augmenté considérablement dès la première année. Ainsi, il fut décidé de construire un nouveau bâtiment sur l’îlot de l’ancien siège datant de 1878.
La parcelle triangulaire fut le point de départ pour un plan jouant des triangles, qui assemblés par six donnent des hexagones, enchevêtrés les uns dans les autres et dégageant une cour centrale qui illumine les étages jusqu’en bas. On retrouve cette figure de l’hexagone dans toutes les échelles du projet : du plan au dallage, des colonnes aux faux plafonds, etc.
Les vitres fumées de la façade ont expressément été placées à l’envers, c’est-à-dire la face intérieure vers l’extérieur, pour déformer et créer des reflets irréguliers. La pointe pseudo-historique de l’îlot fait partie du projet et a aussi été dessinée par Lambrichs.
Plusieurs œuvres d’art devant et à l’intérieur du bâtiment lui font écho :
- La Pensée ou Arc-en-ciel ou Ville Magique de Jean-Michel Folon (1934-2005), 1981
- Capteurs de Ciel de Pol Bury (1922-2005), 1982-83
- Artifices d’Acier d’Olivier Strebelle (1927-), 1984-

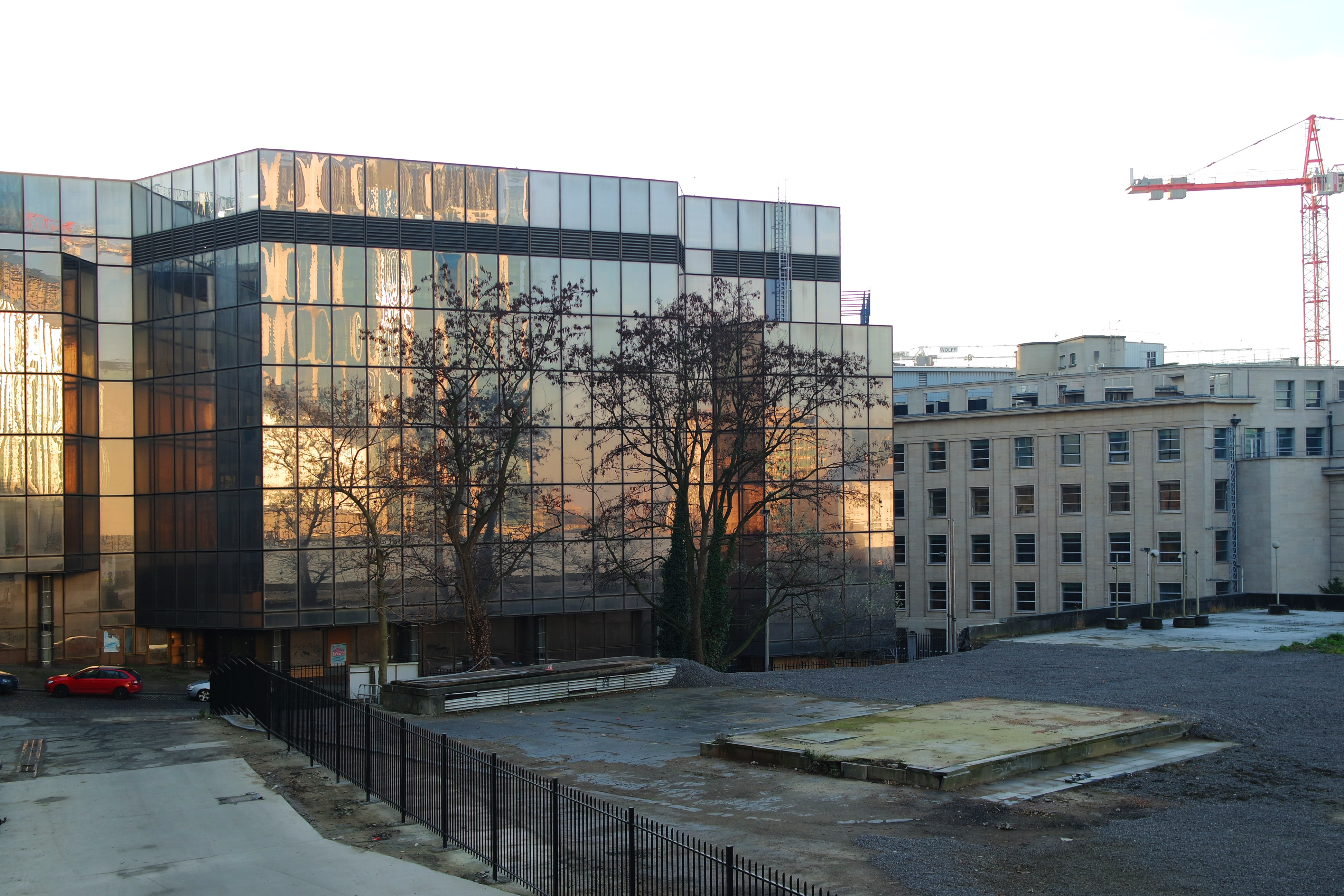
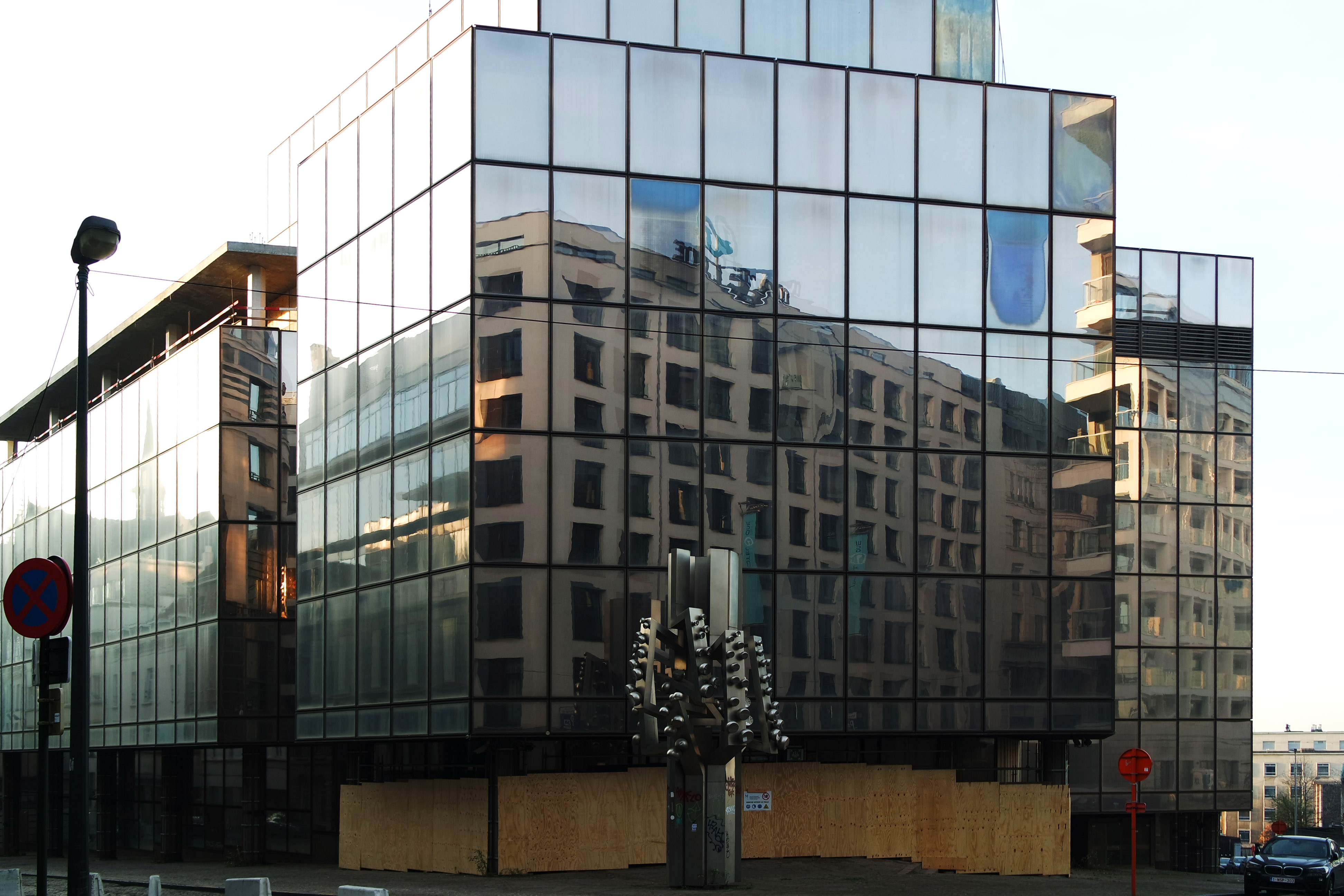
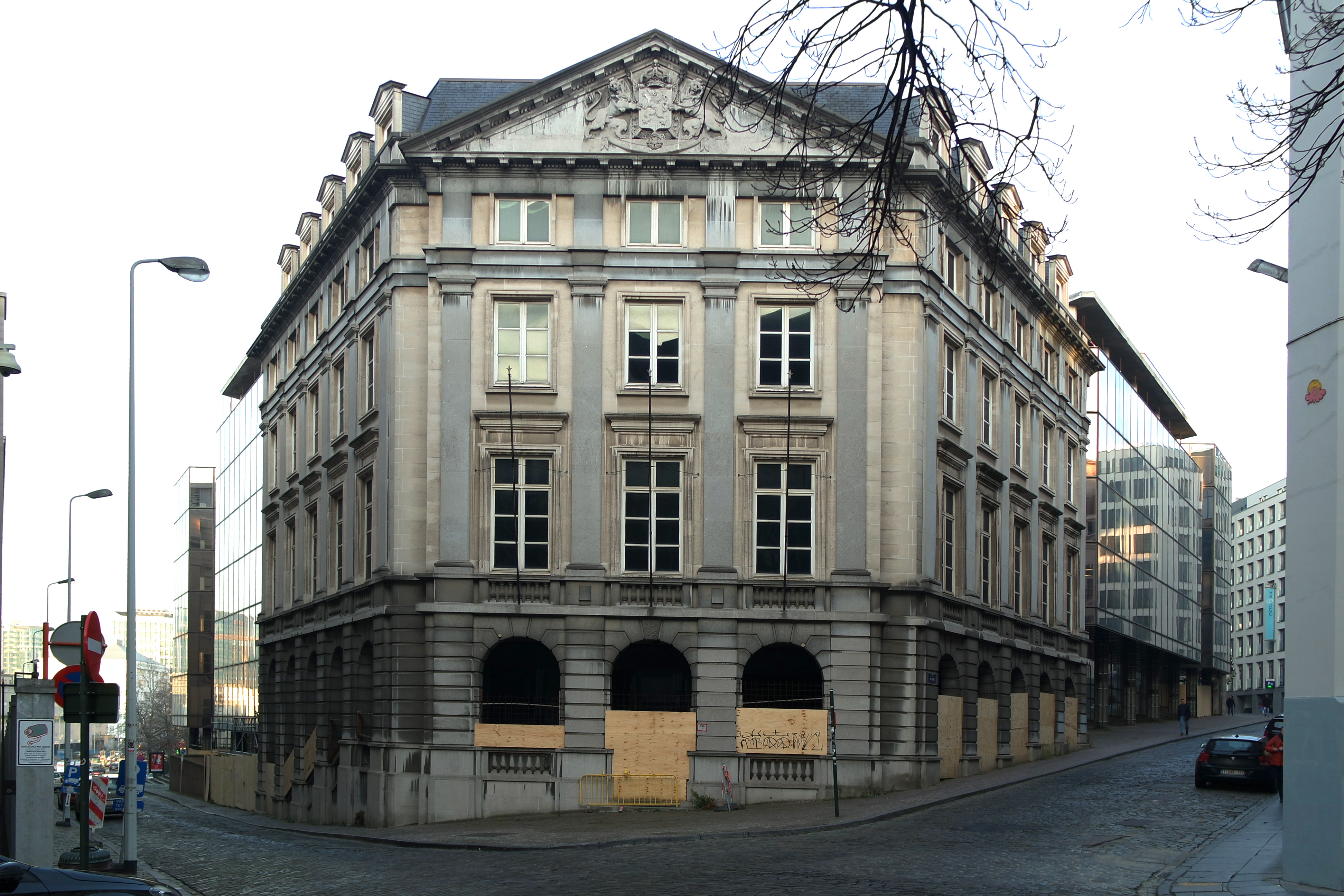

## Réalisations
- 1950-1953 : école fondamentale du Tivoli, 59 rue Claessens, 1020 Laeken, Belgique (M. Lambrichs & Partners, Charles Lambrich) existant
- 1951 : immeuble à appartements, 21 rue Amédée Lynen, 1210 Saint-Josse-ten-Noode, Belgique (M. Lambrichs & Partners, Charles Lambrichs) existant
- 1951 : Palais du Gouverneur de Léopoldville, devenu le Parlement et Hall du Congrès, Kinshasa, Congo (M. Lambrichs & Partners) construit
- 1952 : villa à Linkebeek, 27 drève des Fauvettes, 1630 Linkebeek, Belgique (M. Lambrichs & Partners) existant
- 1953 : rénovation pour le Centre public d’Aide sociale de Saint-Josse-ten-Noode, 88 rue Eeckelaers, 1210 Saint-Josse-ten-Noode, Belgique (M. Lambrichs & Partners) existant
- 1953-1957 : Caisse d'Épargne (CADECO), Kinshasa, Congo (M. Lambrichs & Partners) construit
- 1954-1956 : logements sociaux, 95 rue Linné, 1210 Saint-Josse-ten-Noode, Belgique (M. Lambrichs, D. De Laveleye et C. Grochowski) en rénovation (par A2M)
- 1954 et 1965 : Athénée Royale d’Ixelles[3], 40 Rue de la croix, 1050 Ixelles (M. Lambrichs & Partners) existant
- 1955 : immeuble à appartements[4], 24-26 rue Godefroid de Bouillon, 1210 Saint-Josse-ten-Noode, Belgique (M. Lambrichs, Salmuski et Tapproge) existant
- 1955 : immeuble à appartements[5], 116 avenue Brigade Piron, 1080 Molenbeek-Saint-Jean, Belgique (M. Lambrichs et C. Grochowski) existant
- 1956 : Complexe de logements et bureaux « Le Cinquantenaire », Kinshasa, Congo (M. Lambrichs & Partners) construit
- 1957 : hôtel « Queen Anne », 110 boulevard Émile Jacqmain, 1000 Bruxelles, Belgique (M. Lambrichs & Partners) existant
- 1958, pavillon de l’Organisation d’Étude et de Contrôle (groupe 12) Exposition internationale de Bruxelles, Plateau du Heysel, Belgique (M. Lambrichs & Partners, Ph. Dumont, Charles & Mouton) détruit
- 1958-1985 : Cité administrative de l’État, boulevard Pachéco, 1000 Bruxelles, Belgique (groupe Alpha : M. Lambrichs & Partners, G. Ricquier, L. Stynen, H. Van kuyck) en rénovation (par Jaspers-Eyers)
- 1959 : bâtiment Unilever, Hambourg, Allemagne (M. Lambrichs, Hentrich, Petschnigg, Van Kuyck) construit
- 1960 : rénovation intérieur de son logement personnel,16 A rue Émile Claus, 1050 Ixelles, Belgique (Marcel Lambrichs)
- 1960-1962 : immeuble de 300 appartements, 67-69-71 boulevard Mettewie, 1080 Molenbeek, Belgique (M. Lambrichs & Partners) existant
- 1961-1968 : Tour du Midi[6], 2-4 avenue Paul-Henri Spaak, 1060 Saint-Gilles, Belgique (M. Lambrichs & Partners, R. Aerts, Y. Blomme, A. Bressers, J. Hendrickx, J.-F. Petit, P. Ramon,  A. Van Acker et J. Van Doosselaere, A. Lipski) rénové (nouvelle façade)
- 1963-1965 : écoles Émile Bockstael, 18 rue Félix Streckx, 1020 Laeken, Belgique (M. Lambrichs & Partners) existant
- 1963-1971 : bâtiment de Ligne, rue de la banque, 1000 Bruxelles, Belgique (M. Lambrichs & Partners, R. Delfosse) en rénovation (par Jaspers-Eyers)
- 1964 : tour d’appartements, Zeebrugge, Belgique (M. Lambrichs & Partners)
- 1965-1966 : Hôtel Mac Donald[7], 321 avenue Louise, 1000 Bruxelles, Belgique (M. Lambrichs & Partners, J. Van de Putte) en rénovation (par Altiplan° architects[8])
- 1965-1969 : Siège social du Crédit Communal de Belgique et Passage 44, 44 boulevard Pachéco, 1000 Bruxelles, Belgique (M. Lambrichs, R. Delfosse, J., C. Grochowski, D. de Laveleye, A. Van Impe) existant
- 1965-1969 : Banque Belge d’Afrique, Kinshasa, Congo (M. Lambrichs, B. Samulski) construit
- 1966 : Banque, Kinshasa, Congo (M. Lambrichs & Partners)
- 1967 : Institut national de Sécurité sociale (INSS), Kinshasa, Congo (M. Lambrichs & Partners) construit
- 1967-1970 : Siège des Cimenteries Belges Réunies (CBR), 185 chaussée de la Hulpe, 1170 Watermael-Boitsfort, Belgique (M. Lambrichs & Partners, Constantin Brodzki) existant
- 1969-1974 : bâtiment Marais du siège de la Caisse Générale d'Épargne et de Retraite (CGER), 10 rue des boiteux, 1000 Bruxelles, Belgique (M. Lambrichs, C. Grochowski, D. de Laveleye) existant
- 1970-1973 : Siège de la Confédération  Nationale de la Construction (CNC), 40-42 rue du Lombard, 1000 Bruxelles, Belgique (M. Lambrichs & Partners) existant
- 1971 : bâtiment H[9], faculté des sciences humaines, ULB, 2-6 avenue Paul Héger, 1000 Bruxelles, Belgique (M. Lambrichs & Partners) existant
- 1971 : immeuble de Bureaux, Beyrouth, Liban (M. Lambrichs & Partners)
- 1971-1974 : bâtiment Tiberghien du siège de la Caisse Générale d'Épargne et de Retraite (CGER), 63 rue Montage aux Herbes Potagères, 1000 Bruxelles, Belgique (M. Lambrichs & Partners) détruit
- 1972 : Forum pour le nouveau campus de l’ULB, boulevard du Triomphe, 1050 Ixelles, Belgique (M. Lambrichs, G. Czyz) existant
- 1973 : concours pour le Complexe universitaire d’Anvers, Anvers, Belgique (M. Lambrichs, Czyz, Delfosse, Tapproge)
- 1974 : Centre Culturel d’Ottignies, 41 avenue des Combattants, 1340 Ottignies-Louvain-la-Neuve, Belgique (M. Lambrichs & Partners) existant
- 1975 : Clinique du Parc Léopold, 38 rue Froissart, 1040 Etterbeek, Belgique (M. Lambrichs & Partners) existant
- 1975 : unité de logements à bas prix, Nigeria ((M. Lambrichs & Partners) construit
- 1975 : projet de complexe sportif, hôtel et centre commercial, Zellik, Belgique (M. Lambrichs & Partners)
- 1975 : projet d’un hôtel de 400 chambres, Koweït (M. Lambrichs & Partners)
- 1975 : projet d’immeuble à appartements et de centre commercial, Koweït (M. Lambrichs & Partners)
- 1975 : centre culturel, Nigeria (M. Lambrichs & Partners)
- 1975 : éveloppement et urbanisation de la péninsule Los Alfaques, projet de station de vacances, Espagne (M. Lambrichs & Partners)
- 1975 : projet d’immeuble à appartements, Koweït (M. Lambrichs & Partners)
- 1976 : centre sportif, Nigeria (M. Lambrichs & Partners)
- 1976-1989 : école normale de Forest, 2 square de Fré, 1080 Uccle, Belgique (M. Lambrichs & Partners) existant
- 1977 : rénovation de logements sociaux, 125-163 rue Van Aertevelde, 1000 Bruxelles, Belgique (M. Lambrichs & Partners) existant
- 1978 : projet d’un hôtel de 600 chambres, place Nicon, Lagos, Nigeria (M. Lambrichs & Partners)
- 1978 : projet d’hôtel de 400 chambres, Maiduguri, Nigeria (M. Lambrichs & Partners)
- 1979 : Ambassade de Belgique, Lagos, Nigeria (M. Lambrichs & Partners) construit
- 1979-1982, rénovation intérieure de l’ancien Hôtel Continental[10], 41 place de Brouckère, 1000 Bruxelles, Belgique (M. Lambrichs & Partners) en travaux

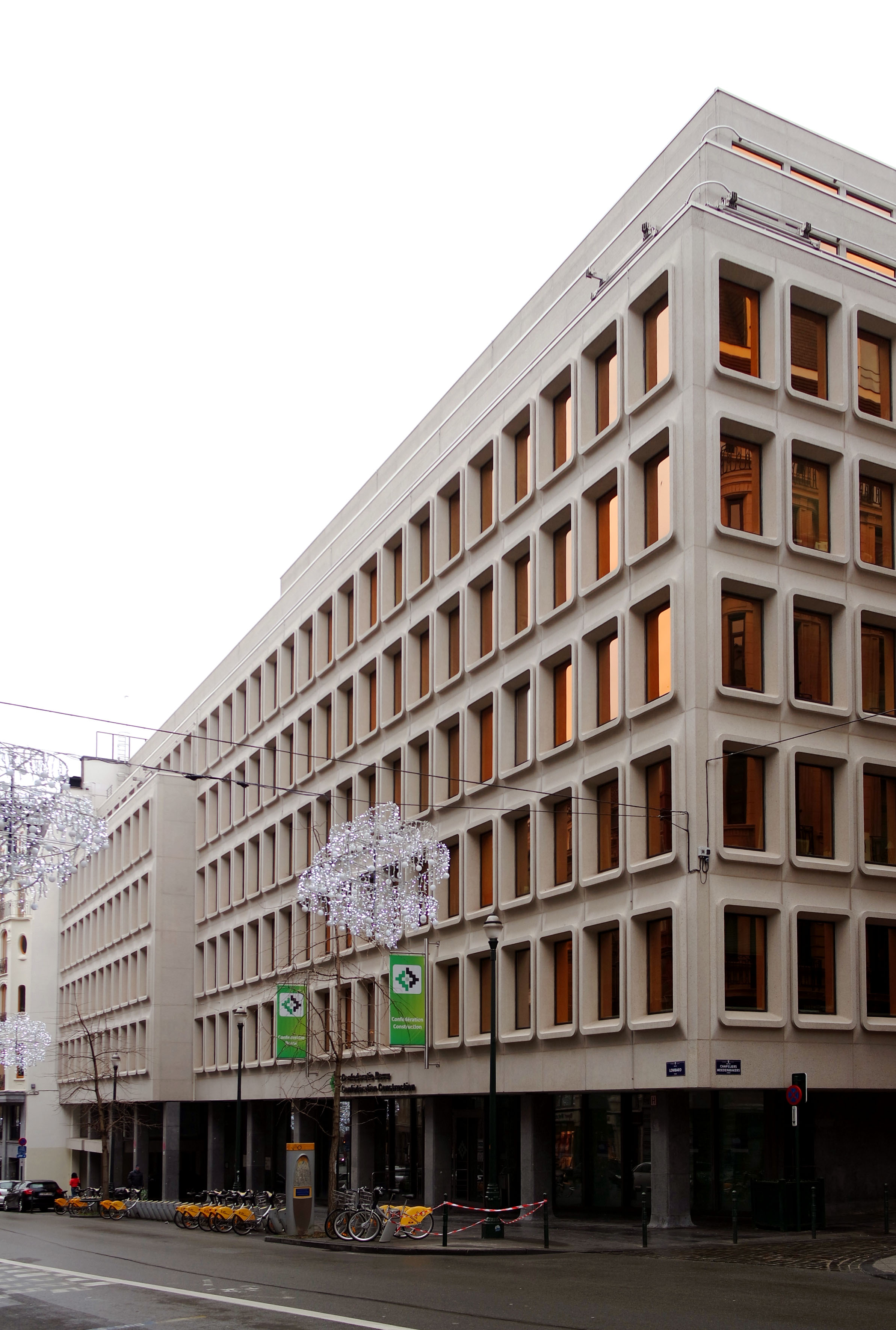
immeuble de bureaux (1970-1973)
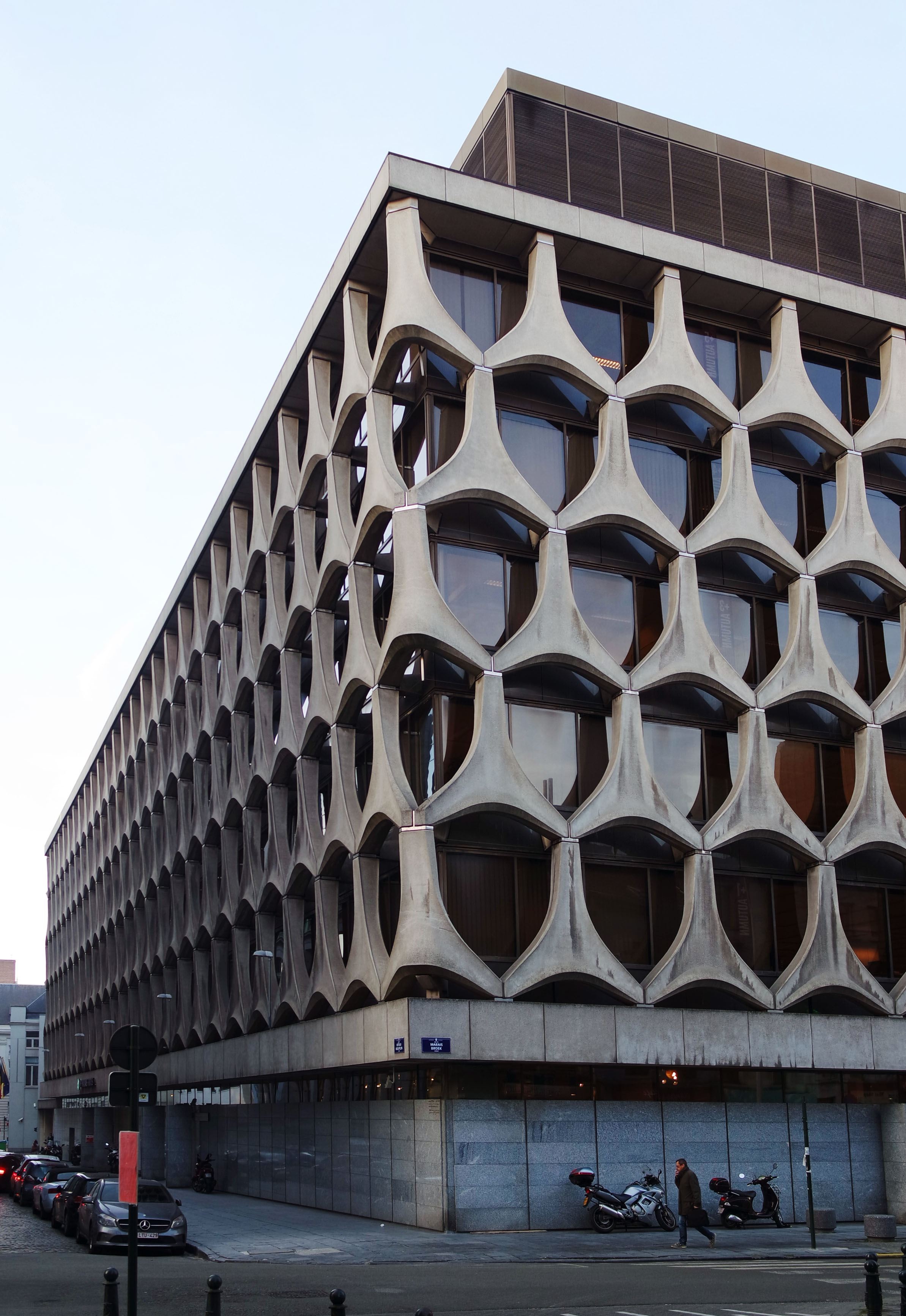
immeuble de bureaux CGER (1969-1974)
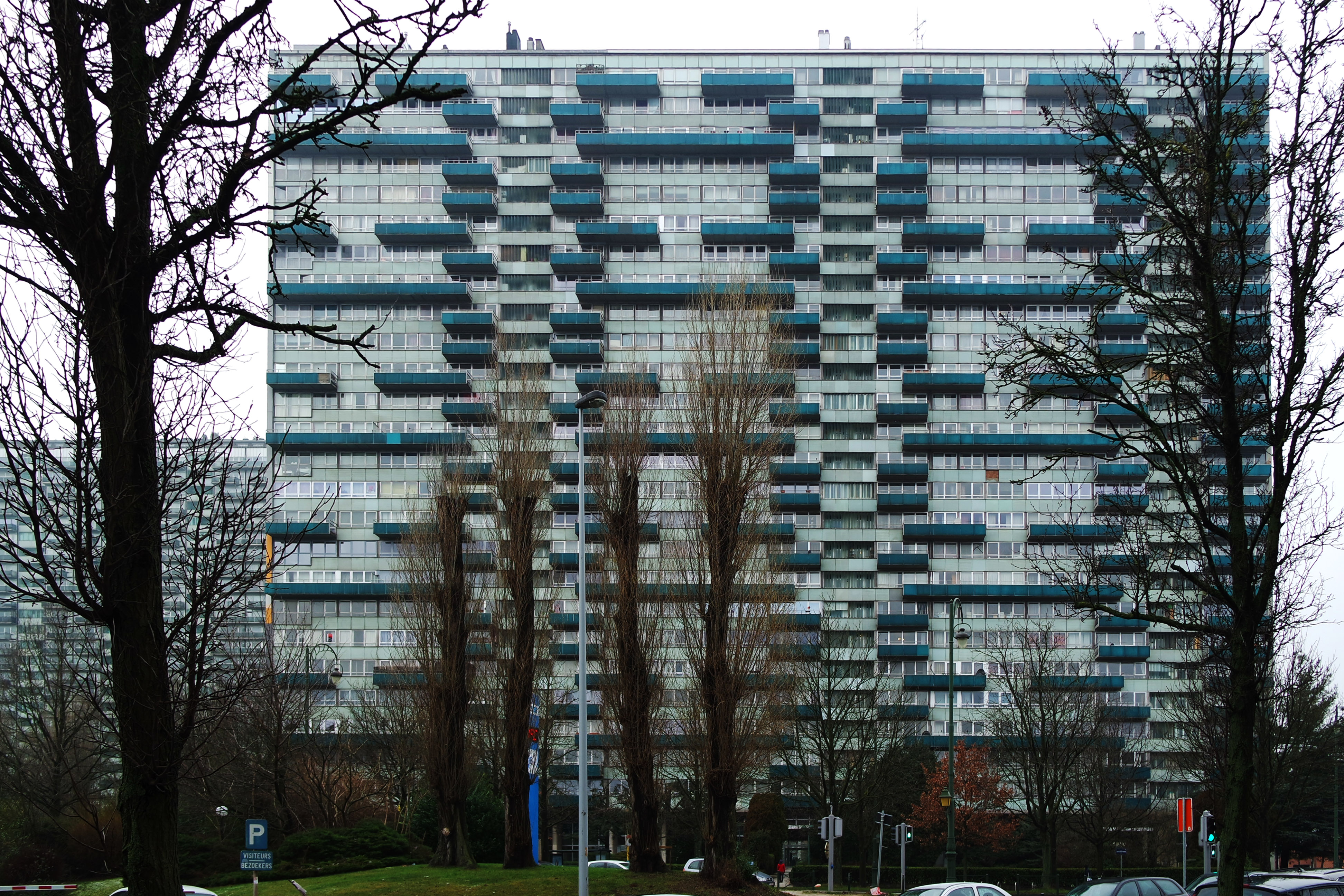

## Prix et distinctions
- 1949 : 1er prix du concours pour le palais de gouverneur à Léopoldville
- 1955 : 1er prix au concours pour la Caisse Générale d’Épargne et de Retraite à Léopoldville
- 1959 : 1er prix du concours international Unilever à Hambourg, avec Hugo Van Kuyck
- 1963 : 1er et 2e prix au concours national du Crédit Communal à Bruxelles avec C. Grochowski, D. de Laveleye et A. Van Impe
- 1966 : 1er prix du concours de la Caisse Générale d’Épargne et de Retraite à Bruxelles avec C. Grochwski, D. de Laveleye et Tapprogue
- 1966 : 4e prix du concours du campus de l’ULB à Bruxelles avec C. Grochowski, D. de Laveleye et G. Czyz
- Chevalier de l'ordre de Léopold II

### Périodiques
- Immeuble à appartements à Bruxelles, dans La Maison, vol. 11, no 5, 1955, p. 136-137.
- Immeuble à appartements à Bruxelles, dans La Maison, vol. 11, no 4, 1955.
- Lagae Johan, Lieu de mémoire, dans A+ no 204, février-mars 2007, p. 106.
- Marcel Lecomte, Quelques œuvres de Marcel Lambrichs, dans La Maison, no 11, novembre 1952, p. 345-350.
- L. Novgorodsky, La Tour du Midi, à Bruxelles, dans La Technique des Travaux, novembre-décembre 1966

### Brochures
- Brochure pour l’immeuble CGER et ses bureaux-paysages, inventoriée aux AAM.
- Brochure pour le nouveau Siège social de la Confédération Nationale de la Construction, inventoriée aux AAM.
- Brochure extraite de la revue La Maison, octobre 1969, inventoriée aux AAM.